# Kon-Tiki
Pour l’article ayant un titre homophone, voir Contiki.
Pour les articles homonymes, voir Kon-Tiki (homonymie).
Le Kon-Tiki est un radeau construit par l'anthropologue norvégien Thor Heyerdahl pour réaliser une traversée de l'océan Pacifique destinée à démontrer que le peuplement de la Polynésie avait pu se faire à partir de l'Amérique du Sud. En dérivant et avec l'aide d'une voile rudimentaire, l'embarcation et son équipage partent du Pérou et parviennent à rejoindre l'archipel des Tuamotu après cent un jours et huit mille kilomètres de navigation du 28 avril au 7 août 1947. La réussite de l'expédition eut un retentissement public considérable à l'origine jusqu'à ce jour de controverses historiques telle que l'hypothèse de l'exploration inca de l'océan Pacifique.

## Projet
Le Kon-Tiki est ainsi nommé en référence aux divinités incas (Kon, dieu de la pluie et du vent, Ticci, forme du dieu Viracocha,) et polynésiennes (tiki, représentation divine des ancêtres). 
Le Kon-Tiki est construit sur le modèle des embarcations traditionnelles précolombiennes. Il est réalisé en assemblant des rondins de balsa, sans clou ni rivet, seulement avec des cordes. Au cours de la traversée, ses occupants survivent principalement grâce à la pêche et à la récupération d'eau de pluie.
Le but de cette expédition scientifique, conduite par Thor Heyerdahl, est de réfuter une objection courante à sa théorie selon laquelle les populations des îles du Pacifique étaient en partie originaires d'Amérique : la traversée sur une telle embarcation était souvent considérée comme impossible.

### Équipage à bord du radeau

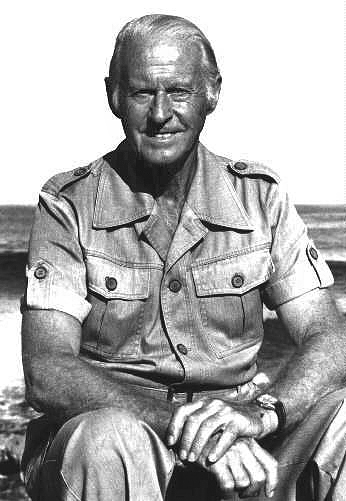
Thor Heyerdahl.

L'équipage de six hommes est composé de cinq Norvégiens et d'un Suédois (Bengt Danielsson) :
- Thor Heyerdahl (1914-2002) est le chef de l'expédition; il relate plus tard son expérience dans un livre qui connaît un succès mondial, L'Expédition du Kon-Tiki ;
- Erik Hesselberg (en) (1914-1972) est le navigateur. C'est également lui qui a dessiné le visage du dieu Kon-Tiki sur la voile du radeau ; son livre pour enfants Les Compagnons du « Kon-Tiki » paraît en Norvège en 1949, par la suite traduit dans plus de quinze langues ;
- Bengt Danielsson (1921-1997) est chargé des vivres et des rations journalières ; étant le seul membre de l'équipage à parler l'espagnol, il sert également d'interprète avant le départ. Danielsson est à l'époque étudiant en sociologie et s'intéresse aux théories sur la migration humaine. Lecteur assidu, il est autorisé à emporter plusieurs livres à bord ;
- Knut Haugland (1917-2009) est opérateur radio ; il avait été décoré par les Britanniques pour son rôle dans la bataille de l'eau lourde durant la Seconde Guerre mondiale. Dernier membre survivant de l'équipage, il meurt le 25 décembre 2009 à l'âge de 92 ans ;
- Torstein Raaby (en) (1918-1964) est également chargé des communications radio ; il avait acquis cette expérience durant la Seconde Guerre mondiale lorsque, en mission derrière les lignes ennemies, il espionnait les mouvements du cuirassé allemand Tirpitz ; ses transmissions radio aidèrent à guider les bombardiers britanniques qui coulèrent le navire dans un fjord norvégien près de Tromsø à la fin de la guerre (en novembre 1944) ;
- Herman Watzinger (en) (1916-1986) est un ingénieur spécialisé en instruments de mesure. Il est le premier contacté par Thor Heyerdhal pour se joindre à l'expédition. Il collecte et enregistre durant le voyage de nombreuses données, notamment météorologiques.

À bord est également présent Lorita, un perroquet, mascotte de l'expédition.

### Premiers préparatifs
Thor Heyerdahl entend un jour, dans une île du Pacifique, un vieil indigène raconter des histoires de sa tribu. Il évoque un certain Tiki, chef-dieu, fils du soleil, considéré comme l'ancêtre mythique du peuple polynésien. Tiki serait arrivé par la mer avec sa tribu pour peupler ces îles alors désertes. Il venait de l'est, d'un grand pays très lointain. La légende n'en dit pas plus, mais le jeune Scandinave garde à l'esprit qu'au-delà de l'océan, plein est, il y a l'Amérique du Sud.
Bien des années plus tard, après d'importantes recherches, Thor Heyerdahl retrouve l'histoire de Kon-Tiki, un nom qui signifie « roi-soleil » dans la langue des Incas du Pérou. Kon-Tiki était le chef divin d'un peuple à la peau blanche du lac Titicaca. Pourchassé par ses ennemis, il prit la mer avec troupes, femmes et enfants pour fuir, tout droit vers l'ouest. Pour Thor Heyerdahl, ces deux dieux ne sont qu'un seul et même personnage, le père d'une civilisation née dans la cordillère des Andes et partie à la conquête du Pacifique.
Cette théorie semble d'abord contestable, car ces peuples ne possédaient pas de bateaux, et n'auraient donc pas pu tenter un tel voyage. Cependant, Thor Heyerdahl sait que ceux-ci possédaient tout de même des radeaux en balsa ; il pense qu'une telle traversée en radeau de balsa est possible. Pour le prouver, devant le scepticisme général, il décide de tenter lui-même l'aventure.
Parlant de son projet à des marins, il parvient à convaincre l'un d'entre eux, Herman Watzinger, qui trouve cette expérience intéressante également pour sa dimension « exploration ». Les eaux qui seront traversées sont peu fréquentées, et Watzinger pourra grâce à ses connaissances réaliser des mesures et des prélèvements. Il envoie également une lettre à Erik Hesselberg, une connaissance de Watzinger, ainsi qu'à Knut Haugland et Torstein Raaby, deux héros de la Seconde Guerre mondiale. L'expédition est financée par des sociétés qui, après une certaine hésitation, offrent des vivres et du matériel.
Heyerdahl a l’intention de construire son radeau directement au Pérou, le balsa poussant dans ce pays, derrière la cordillère des Andes. Toutefois, débarquer sur cette partie du continent avec des caisses de matériels divers et y demander la permission de construire un bateau afin de repartir ensuite par la mer, risque de déplaire aux autorités locales. Ils discutent alors avec un de leurs amis correspondant aux Nations unies qui parvient à organiser une rencontre avec un représentant du Pérou. Celui-ci promet d’informer son gouvernement de cette expédition.

### En Amérique du Sud
Mais on ne vend plus de balsa entier au Pérou, seulement des planches. Le seul endroit où il est encore possible d’en obtenir est dans la jungle, inaccessible à ce moment de l'année à cause de la saison des pluies, qui doit durer encore six mois. Tous les chemins sont inondés.
Ils décident de se rendre par avion à Quito, la capitale de l'Équateur, située sur les hauteurs non loin de Quevedo, la plantation de bois de balsa. Dans la capitale, ils rencontrent un militaire informé de leur expédition qui accepte de leur prêter une jeep. Conduit par un capitaine du génie, Agurto Alexis, le groupe arrive à destination après un périlleux voyage à travers jungle, boue et pluie. Ils coupent tous les troncs de balsa qu'ils trouvent en bordure des chemins, la plantation étant inaccessible.
Après avoir rassemblé leurs troncs, ils construisent deux petites barques sur lesquelles ils entassent du bambou ainsi que des feuilles de bananiers et des lianes. Ils avaient en effet décidé de ne construire leur radeau qu'avec des matériaux dont les anciens Incas disposaient, les clous et rivets étaient donc exclus. Les deux barques rudimentaires étant reliées, ils descendent la rivière pour rejoindre Guayaquil.
À Guayaquil, l'équipe se sépare. D'un côté, Heyerdahl part à Lima pour trouver un endroit propice à la construction du radeau près du port de Callao. Les autres embarquent sur un navire avec les rondins de balsa pour rejoindre, quelques heures plus tard, l'endroit choisi par Heyerdahl. Le choix de ce dernier se porte sur les entrepôts du chantier naval. Ils y seront à l'abri des éventuels curieux et pourront construire leur radeau en toute tranquillité. Au cours de la construction, ils sont contactés par Bengt Danielsson, un Suédois, qu'ils acceptent comme sixième membre de l'expédition.
Une fois la construction achevée, les personnes qui voient l'esquif sont impressionnées par son aspect vulnérable. Le ministre de la marine en personne fait signer à Thor une décharge qui exonère la Marine péruvienne de toute responsabilité quant au devenir de l'embarcation et de ses occupants. Les experts et diplomates étrangers venus voir le bateau ne se montrent guère plus encourageants. Nombre d'entre eux leur déconseillent d'effectuer la traversée. L'ambassadeur de Norvège leur offre une Bible pour le voyage.
Malgré les restrictions sur la taille des bagages personnels, Hesselberg emporte une guitare, et son compagnon, Watzinger, un perroquet, présent d'adieu d'un habitant de Lima. Danielsson, lui, emporte de nombreux livres scientifiques.
Le 27 avril 1947, le pavillon norvégien est hissé sur le radeau ainsi que les drapeaux des autres nations ayant soutenu matériellement l'expédition. Gerd Vold, la secrétaire de l'expédition, baptise le radeau avec du lait de noix de coco.

## Voyage

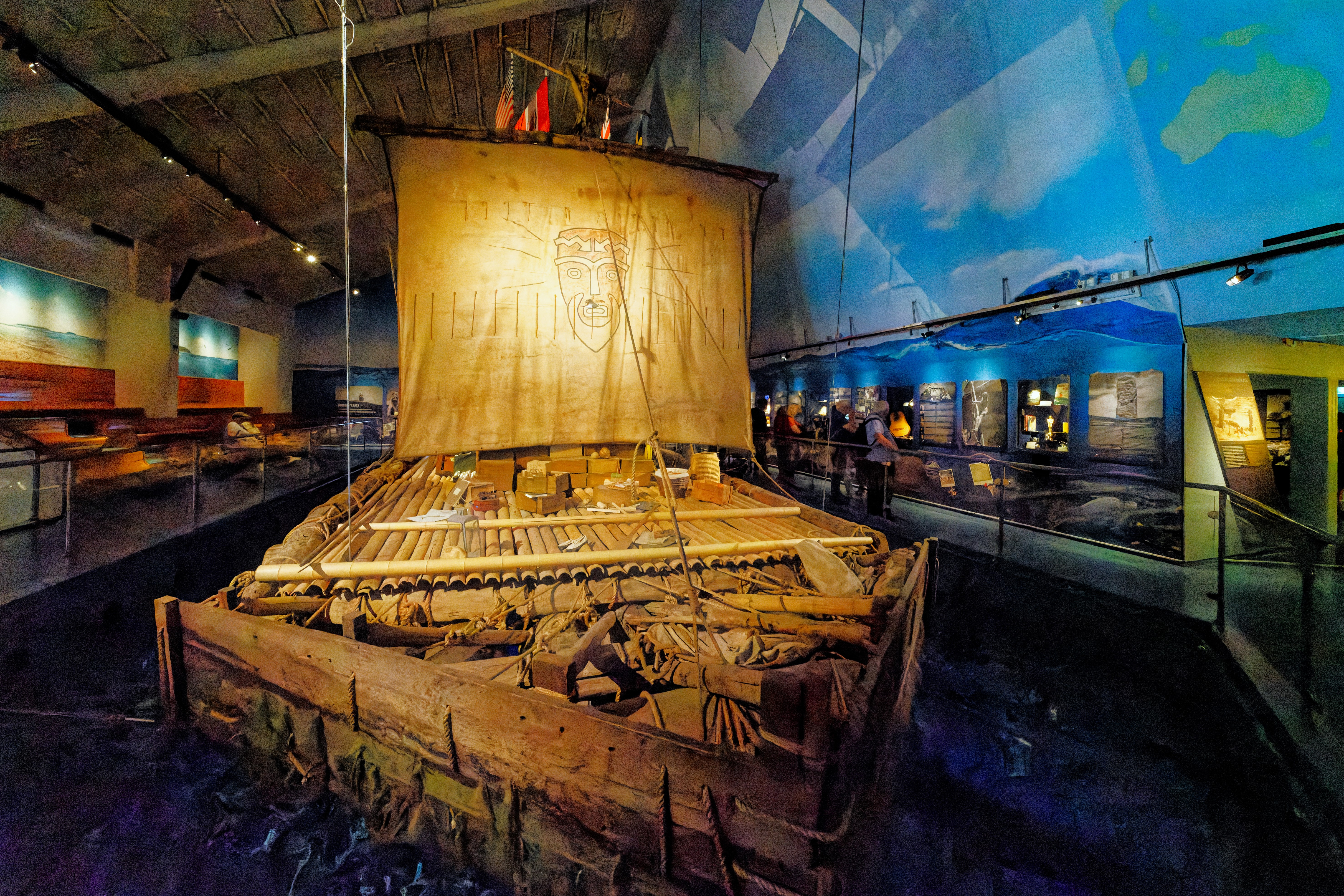
Le Kon-Tiki, ici à Oslo.

### Sur l'océan Pacifique
Le 28 avril, le jour suivant le baptême du Kon-Tiki, de nombreux spectateurs sont présents sur le quai. Le Guardian Rios, le remorqueur qui doit emmener le Kon-Tiki au large afin que celui-ci soit à l'abri des autres navires, arrive à quai et son équipage prend le radeau en remorque avec un solide câble. Mais Heyerdahl est seul sur le bateau, pendant que ses compagnons effectuent leurs derniers achats avant le départ. Le remorqueur démarre et prend le large, emmenant le Kon-Tiki avec lui. Après maints efforts, Heyerdahl réussit à faire comprendre à l'équipage du remorqueur qu'il est seul sur le radeau. Le remorqueur doit retourner au port pour chercher les compagnons qui attendent sur le quai. La foule est déjà partie lorsque le vrai départ a lieu.
Après une nuit et une journée de remorquage, Heyerdahl, Hesselberg et Danielsson prennent place sur le dinghy, un simple canot pneumatique, seule embarcation de secours que possède le radeau. Ils rejoignent à la rame le remorqueur pour se faire indiquer exactement leur position. Ils se trouvent à 50 milles de la terre, au nord-ouest de Callao.
Leur première tâche consiste à calculer la vitesse à laquelle navigue le radeau. Celui-ci n'avance pas vite, malgré des tentatives d'avancer à la godille. Le vent finit toutefois par arriver, calme et régulier, venant du sud-ouest, et le Kon-Tiki commence à mieux progresser. Ils utilisent une longue perche en bois de manguier comme aviron pour tenter de garder le cap.
Le premier soir est difficile, les vagues déferlent de plus en plus vite et avec de plus en plus de vigueur. On désigne un homme de quart, qui doit s'attacher avec des cordes car le Kon-Tiki ne possède pas de bastingage. Une boussole a été fixée dans une caisse à l'arrière pour qu'Hesselberg puisse calculer la vitesse et la position du radeau. Le ciel est couvert et ils n'ont aucun point de repère. La ligne d'horizon n'est pas visible à cause des vagues et du ciel nuageux.
La troisième nuit, la mer se calme un peu, bien que le vent souffle toujours. Vers 4 h, une lame inattendue fait faire un tour complet au radeau sur lui-même. Tout le monde doit sortir sur le pont pour sauver la cargaison et tenter de remettre le radeau sur sa route.
Le lendemain, le radeau pointe finalement dans la bonne direction. Hesselberg relève leur position et remarque qu'ils ont fortement dévié vers le nord.
Les troncs s'imprègnent de plus en plus d'eau et chacun en coupe un morceau pour le lancer à l'eau. Le résultat les inquiète alors : les morceaux de bois s'enfoncent lentement dans l'eau et disparaissent dans les profondeurs. Les cordes sont également une source d'inquiétude pour eux, car celles-ci ne cessent de grincer, râpant le bois. Mais leurs inquiétudes sont dissipées après quelques jours car ils remarquent que le balsa est un bois si tendre que les cordes s'y enfoncent, étant ainsi protégées.
Après une semaine, la mer s'apaise.

### Quelques rencontres inattendues
Plus les compagnons se rapprochent de l'équateur et s'éloignent de la côte, plus ils rencontrent de poissons volants. Ceux-ci s'échouent souvent sur le pont du radeau, après avoir heurté les caisses de matériel. Ces petits poissons leur sont très utiles, aussi bien comme nourriture que comme appâts pour pêcher d'autres espèces plus grosses comme les coryphènes ou les bonites.
Le premier devoir du cuisinier, le matin, est de ramasser ces poissons qui se sont échoués sur le pont pendant la nuit.
Une nuit, ils trouvent un escolier serpent dans leur petite cabane aménagée sur le pont. Plus tard, ils apprendront qu'ils ont été les premiers à avoir vu un poisson de cette espèce vivant. Il s'agit d'un poisson que les ichtyologues appelaient Gempylus serpens, mais dont ils n'avaient encore eu l'occasion de trouver que de rares spécimens à l'état de squelette.
Le 24 mai, ils font la rencontre d'un requin-baleine, le plus grand poisson connu, également très rare. Celui-ci est attiré par l'appât vivant qu'ils ont justement attaché à l'arrière du bateau à l'intention des requins, pour les étudier de près. D'après les zoologistes, ce requin pouvait peser environ quinze tonnes.

### Arrivée
Le 30 juillet, l'équipage aperçoit la terre : l'atoll de Puka Puka. Quelques jours plus tard, le 4 août, ils entrent brièvement en contact avec les habitants de l'île de Fangatau, mais ne parviennent pas à s'en approcher. Trois jours plus tard, le 7 août, après avoir heurté un récif et s'y être échoués définitivement, ils prennent pied sur un motu inhabité de l'atoll de Raroia, dans l'archipel des Tuamotu, en Polynésie française.
Le navire est ensuite remisé au musée du Kon-Tiki, sur Bygdøy à Oslo.

## Équipement radio
Thor Heyerdahl obtient l'autorisation d'installer une station d'émission et réception radio à bord du radeau.
- Indicatif radio : LI2B. Bandes de fréquences allouées : bandes de la radio d'amateur.
- Opérateurs radio : Knut Haugland et Torstein Raaby.
- Matériel : récepteur national NC-173, émetteur télégraphie sept watts.
- Alimentation électrique par piles.

## Expériences ultérieures
En 1953, Thor Heyerdhal et son équipe mènent d'autres expériences qui permettent de comprendre l'usage des guaras, dérives primitives utilisées pour rendre les radeaux navigables en toutes circonstances, et de clarifier les techniques de navigations utilisées.
Les guaras sont des dérives formées de bois dur, longues d'un à deux mètres, et munies d'une poignée à une extrémité, positionnée comme sur une scie égoïne. Elles étaient déjà connues du temps de l'expédition du Kon-Tiki, mais leur usage ne l'était pas. On pensait alors qu'elles servaient de pagaies.
À la suite de découverte archéologique et de l'analyse des récits des conquistadors espagnols, leur utilisation est comprise : elles étaient utilisées comme les dérives actuelles, simplement enfilées verticalement entre les troncs de balsa, à l'arrière et à l'avant du radeau. En les abaissant ou relevant de manière synchronisée, toutes les manœuvres classiques d'un bateau peuvent être obtenues (remonter au vent, virer de bord, etc.).
Par la suite, ces guaras sont utilisées par les nombreux radeaux qui reproduisent l'expérience du Kon-Tiki, sur des radeaux de balsa ou de roseaux.

### Seven Little Sisters
En 1954, le marin américain William Willis (en) navigue seul sur le radeau Seven Little Sisters, du Pérou aux Samoa américaines, et termine le voyage avec succès,. Il aura parcouru 10 800 km, soit 3 500 km de plus que le Kon-Tiki. Lors d'un second grand voyage dix ans plus tard, il parcourt 12 000 km d'Amérique du Sud à l'Australie avec un radeau métallique dénommé Age Unlimited.

### Kantuta
En 1955, l'explorateur et aventurier tchèque Eduard Ingris (en) tente de recréer l'expédition Kon-Tiki sur un radeau en balsa appelé Kantuta. Sa première expédition, Kantuta I, a lieu en 1955-1956 et se solde par un échec. En 1959, Ingris construit un nouveau radeau en balsa, Kantuta II, et essaye de répéter l'expédition précédente. La deuxième expédition est un succès. Ingris réussit à traverser l'océan Pacifique sur le radeau de balsa, du Pérou à la Polynésie.

### L'Égaré II
En 1956, un équipage français traverse l'Atlantique d'ouest en est sur un radeau, L'Égaré II (après l'échec d'une première tentative avec L'Égaré I).

### Tahiti-Nui
Un marin français, Éric de Bisschop, s'engage dans un projet qu'il avait en tête depuis quelques années : il construit un radeau polynésien afin de traverser l'océan Pacifique oriental de Tahiti au Chili (contrairement à la traversée de Thor Heyerdahl) ; le Tahiti-Nui quitte Papeete avec un équipage de cinq personnes le 8 novembre 1956. Lorsqu'ils approchent de l'archipel Juan Fernández (Chili) en mai 1957, le radeau est en très mauvais état et ils demandent un remorquage. Il est malheureusement endommagé pendant l'opération et doit être abandonné. Ils arrivent toutefois à préserver tout le matériel qui était à bord.

### Tahiti-Nui II
Un deuxième Tahiti-Nui est construit à Constitución, au Chili, et part le 13 avril 1958, vers Callao, puis vers les Marquises. Il manque sa cible et après quatre mois, le radeau commence à couler. L'équipage construit un nouveau radeau plus petit, le Tahiti Nui III, dans l'océan avec les parties du Tahiti Nui II qui flottent le mieux. Ils sont emportés vers les îles Cook où le 30 août, le radeau s'échoue et fait naufrage dans l'atoll de Rakahanga. Éric de Bisschop meurt dans cet accident.

### Tangaroa (1965)
Une expédition péruvienne dirigée par Carlos Caravedo traverse l'océan Pacifique en 1965 en 115 jours à bord d'un radeau nommé Tangaroa. 18 jours ont été nécessaires pour traverser l'archipel des Tuamotu, faisant du Tangaroa le seul radeau ayant réussi à traverser par ses propres moyens ce dangereux archipel de la Polynésie française. Le 18 novembre 1965, le Tangaroa termine son voyage sur l'île de Fakarava. C'est sur cette même île que le Tangaroa est actuellement conservé.

### Las Balsas
L'expédition Las Balsas (en) de 1973 est la première (et jusqu'à présent la seule) traversée de l'océan Pacifique en radeau multiple dans l'histoire récente. Il s'agit du voyage en radeau le plus long de l'histoire. L'expédition est dirigée par l'Espagnol Vital Alsar, qui avait déjà mené l'expédition La Balsa en 1970, mais à cette occasion avec un radeau et trois compagnons. La traversée est un succès et, à l'époque, le plus long voyage en radeau de l'histoire, jusqu'à ce qu'il soit éclipsé en 1973 par Las Balsas. L'expédition de 1973 possède un triple objectif : (1) prouver que le succès de 1970 n'était pas un accident, (2) tester différents courants marins, que les anciens navigateurs connaissaient, selon Alsar, comme les humains modernes connaissent les cartes routières, et (3) montrer que les premières expéditions, peut-être orientées vers le commerce ou la colonisation, pouvaient être constituées de petites flottes de radeaux en balsa.

### Tangaroa (2006)
En 2006, l'expédition Tangaroa (en) recrée le voyage du Kon-Tiki en utilisant un nouveau radeau, le Tangaroa, nommé d'après le dieu de la mer Māori Tangaroa. L'équipage de six personnes est dirigé par le Norvégien Torgeir Higraff et comprend Torgeir Sæverud Higraff (en), petit-fils de Thor Heyerdahl, Bjarne Krekvik (capitaine), Øyvin Lauten (officier exécutif), le Suédois Anders Berg (photographe) et le Péruvien Roberto Sala. Le Tangaroa est lancé le même jour que le Kon-Tiki, le 28 avril, et atteint sa destination le 7 juillet, soit une traversée 30 jours plus rapide que celle du Kon-Tiki. Ce dernier avait mis 101 jours pour effectuer le voyage. La vitesse du Tangaroa est attribuée à l'utilisation appropriée des guaras (dérives).

### An-Tiki
Le 30 janvier 2011, An-Tiki, un radeau conçu sur le modèle du Kon-Tiki, entame un voyage de 70 jours et de 4 800 km à travers l'océan Atlantique, des îles Canaries à l'île d'Eleuthera aux Bahamas. L'expédition est pilotée par quatre hommes, âgés de 56 à 84 ans, et dirigés par Anthony Smith (en). Le voyage a pour but de commémorer le périple des survivants du paquebot britannique Anglo Saxon (en), coulé par le croiseur allemand Widder en 1940. Le radeau termine son voyage à l'île de Saint Martin, dans les Caraïbes, et termine son voyage à Eleuthera l'année suivante avec Smith et un nouvel équipage,.

### Kon-Tiki2
Le 7 novembre 2015, deux équipages avec deux radeaux en balsa, à savoir le Rahiti Tane et le Tupac Yupanqui, quittent Lima, au Pérou, pour l'île de Pâques. L'expédition Kon-Tiki2 (en) reçoit ce nom car elle compte deux équipages provenant de nombreuses nations : Norvège, Russie, Royaume-Uni, Mexique, Nouvelle-Zélande, Suède et Pérou. Elle cherche à doubler le voyage de Heyerdahl en faisant naviguer deux radeaux de l'Amérique du Sud à la Polynésie et vice-versa. Le chef d'expédition est Torgeir Higraff, de l'expédition Tangaroa (2006). Øyvin Lauten et Kari Skår Dahl sont les capitaines de la première étape, tandis que Signe Meling et Ola Borgfjord sont les capitaines de la deuxième étape. Les radeaux atteignent l'île de Pâques, mais n'effectuent pas le retour.
Les deux radeaux sont constitués de onze rondins de balsa et de dix poutres transversales maintenus ensemble par 2 000 m de cordes en fibre naturelle. Des dizaines de milliers de vagues, jusqu'à six mètres de haut, frappent les radeaux durant cette année marquée par El Niño. Ce stress pendant seize semaines a affaibli les cordes, mais l'équipage ne peut les remplacer toutes,. Le 3 mars 2016, tous les membres de l'équipage embarquent à bord du navire de fret Hokuetsu Ushaka après 115 jours de navigation et quatre mois et demi en mer.

## Dans la culture populaire

### Littérature
Il est évoqué dans le cent trente et unième des quatre cent quatre-vingts souvenirs cités par Georges Perec, dans son texte Je me souviens.

### Musée

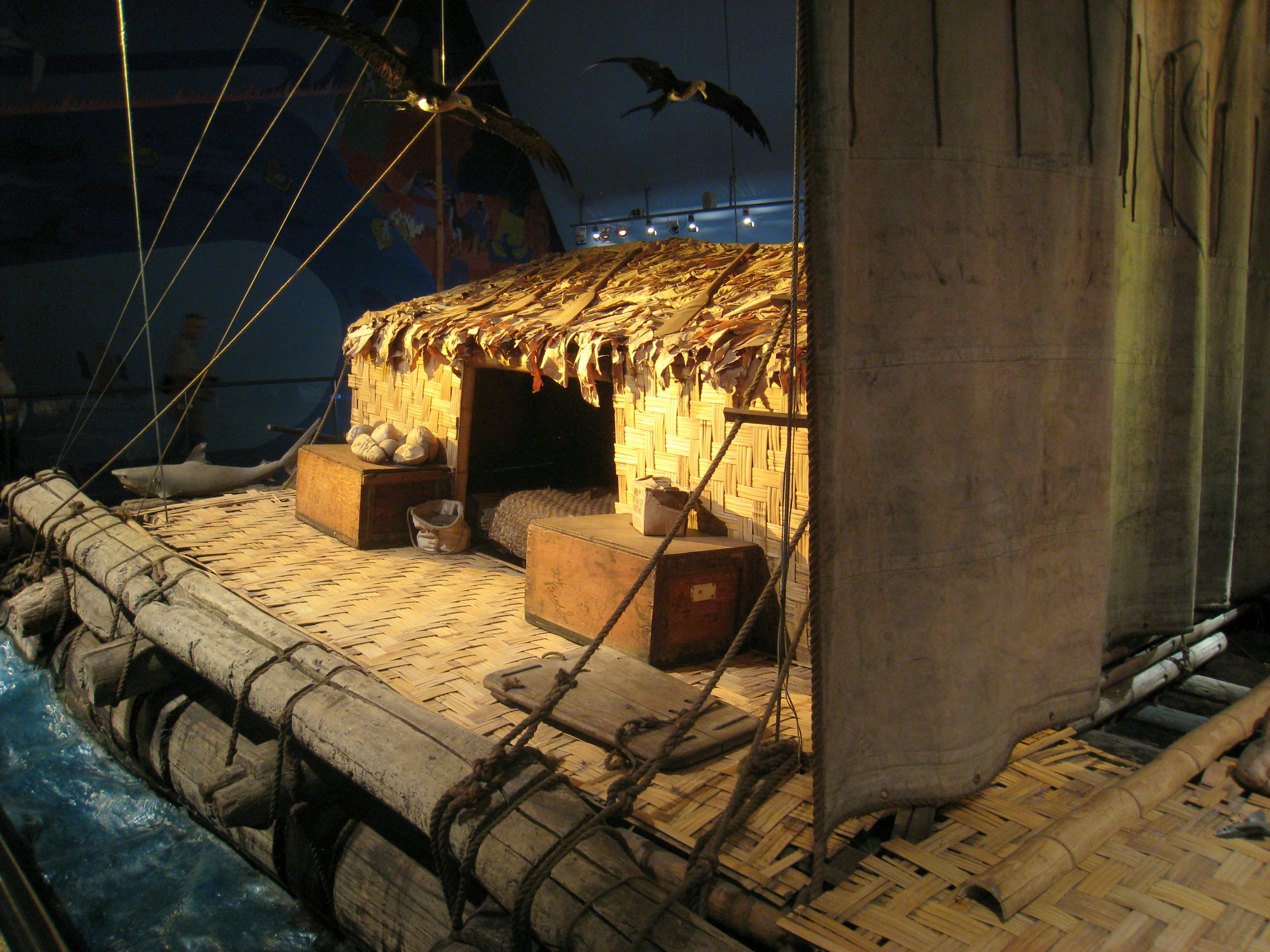
Le Kon-Tiki au musée d'Oslo.

Dans la ville d'Oslo, sur la presqu'île de Bygdøy, le musée du Kon-Tiki (Kon-Tiki Museet) retrace ce projet, ainsi que d'autres menés par Heyerdahl.

### Philatélie
Le 7 août 2007, l'Office des postes et télécommunications de Polynésie française émet un timbre-poste de trois cents francs Pacifique pour le soixantième anniversaire de l'arrivée du Kon-Tiki en Polynésie. Il reproduit le dessin qu'Erik Hesselberg effectua pour illustrer les enveloppes que l'équipage transporta jusqu'en Polynésie : un dessin du visage du dieu Kon-Tiki et du tracé approximatif du chemin accompli.

### Horlogerie
En 1958, le fabricant horloger Eterna lance le modèle Eterna-matic KonTiki, porté par le succès de l'expédition. Thor Heyerdahl et son équipage portent en effet des montres bracelet Eterna.

### Cinéma
Le film Kon-Tiki de Joachim Rønning et Espen Sandberg sorti en 2012 retrace l'aventure du Kon-Tiki.

### Ressource radiophonique
- Fabrice Drouelle, « L'expédition du Kon Tiki : six hommes dans le vent » [audio], émission Affaires sensibles (54 min), France Inter, 26 décembre 2023 (rediffusion du 28 juin 2023).